# Aldicarb
Aldicarb è un insetticida carbammato usato principalmente come nematocida. È il principio attivo del pesticida Temik. È usato soprattutto contro i tisanotteri, afidi, acari, lygus, e mosche bianche. Aldicarb è un inibitore della colinesterasi, il quale impedisce la ripartizione di acetilcolina nella sinapsi. In caso di avvelenamento grave, la vittima muore per insufficienza respiratoria.
Era uno dei pesticidi più utilizzati a livello internazionale e uno dei più tossici a livello ambientale; con l'avvelenamento dal deflusso d'acqua in agricoltura ha portato alla distruzione di ecosistemi e l'avvelenamento irreversibile di terreni agricoli fertili.
Aldicarb è efficace dove vermi o parassiti hanno sviluppato resistenza agli insetticidi organofosforici, ed è estremamente importante nella produzione di patate, dove viene utilizzato per il controllo di nematodi terricoli e alcuni parassiti fogliari. L'elevata solubilità limita il suo utilizzo in alcuni settori in cui la falda è vicino alla superficie.

## Storia
Union Carbide, il titolare del brevetto originale, è stato l'unico produttore Aldicarb fino al 1987, quando la società ha venduto la sua divisione agrochimica alla Rhône-Poulenc.
Nel 1999 Rhône-Poulenc si fuse con Hoechst AG  costituendo Aventis; la quale nel 2002 venne rilevata da Bayer.

## Caratteristiche strutturali e fisiche
Aldicarb appartiene alla classe di sostanze chimiche del carbammato.Nella sua forma pura, assume l'aspetto di un solido cristallino con colore bianco. Scientificamente noto come 2-methyl-2-(metiltio) propionaldeide O-methylcarbamoyloxime è usato nei pesticidi con una miscela granulare contenente tra 10 e 15 % di principio attivo.

## Applicazioni
Aldicarb viene utilizzato principalmente come insetticida su una serie di insetti in ambienti agricoli e orticoli. Le piante assorbono Aldicarb dall'acqua uccidendo gli insetti che si nutrono delle stesse. Questo metodo è comunemente usato per il controllo delle popolazioni di afidi, aleurodidi, acari, insetti minatori, e nei nematodi su una varietà di piante, tra cui fagioli, noci pecan, barbabietole, patate, cipolle, luppolo, caffè, banane, fragole, agrumi e soia.

## Stato normativo
Aldicarb è stato approvato dal Agenzia per la protezione dell'ambiente nel 1965 solo per l'uso come antiparassitario professionale su una varietà di colture, principalmente utilizzato su campi di patate, soia, arachidi e cotone.
Stati membri dell'Unione europea hanno concordato nel 2003 per vietare il principio attivo Aldicarb.
La Bayer, 8 novembre 2010, in accordo con l' Agenzia per la protezione dell'ambiente - tenendo conto che l'Organizzazione Mondiale della Sanità ha classificato aldicarb in classe 1A (pesticidi estremamente pericolosi) e dopo vari studi sulla sua pericolosità- ha proceduto volontariamente a eliminare gradualmente su agrumi e patate la produzione entro il 31 dicembre 2014. Tutti i rimanenti usi si concluderanno entro agosto 2018.

## Tossicologia

### Insetti e batteri
Gli insetti sono esposti ad Aldicarb attraverso contatto dermico e attraverso assunzione orale. Come altri carbammati, aldicarb è un inibitore della colinesterasi, che impedisce sia la ripartizione della acetilcolina e la produzione della colinesterasi enzima nelle cellule in tutto il corpo. Ciò si traduce in un eccesso di acetilcolina che può portare a danni neurotossici.
Studi di laboratorio hanno dimostrato che la sostanza chimica ha la capacità di alterare la struttura biologica di alcune specie di batteri. Infine, nel processo di eliminazione parassiti agricoli e orticoli, uccide anche insetti utili come le api e lombrichi, i quali sono necessari per il benessere dei giardini e la resa delle colture.

### Uccelli
Aldicarb è tossico per gli uccelli; un granello di Temik, in uno studio, era sufficiente per uccidere oltre 80% dei passeri e il 40% dei merli in una popolazione campione. Gli uccelli sono stati esposti principalmente attraverso l'assorbimento granuli di Temik o attraverso consumo di lombrichi contaminati con Temik.

### Effetti nell'uomo
Aldicarb può avere un impatto nell'essere umano attraverso contatto dermico, orale, e tramite inalazione. Tuttavia, la principale via di esposizione deriva dal consumo di alimenti e acque contaminate.
La causa primaria dei sintomi è dovuta all'inibizione della colinesterasi; se la produzione dell'enzima diminuisce del 30%, iniziano a presentarsi degli effetti acuti. Questi sintomi possono essere organizzati in due gruppi:
1) Segni muscarinici sono quelli che derivano dalla stimolazione dei recettori muscarinici che si trovano in muscolatura liscia, in particolare intorno al cuore e ghiandole. I sintomi includono:
- Senso di oppressione al petto e difficoltà di respirazione a causa di broncocostrizione
- Aumento delle secrezioni bronchiali, sudorazione e salivazione
- Nausea
- Vomito
- Diarrea
- Crampi addominali
- Minzione involontaria
- Miosi (costrizione pupilla)

2) Segni nicotinici il risultato di un accumulo di acetilcolina a livello delle terminazioni dei nervi motori che comunicano con i muscoli scheletrici e gangli. I sintomi includono:
- Effetti muscolari - stanchezza, debolezza e crampi.
- L'alta pressione sanguigna e iperglicemia

## Effetti ambientali

### Falde idriche e sottosuolo
Aldicarb ha effetti negativi sul suolo, organismi circostanti, e nelle acque sotterranee laddove viene applicata questa sostanza chimica. Aldicarb non si degrada nelle falde acquifere in condizioni aerobiche a meno che non esista un pH relativamente elevato. Pertanto, se applicato a terreni agricoli, può facilmente infiltrarsi in falde idriche attraverso la pioggia. Grazie a queste proprietà, può contaminare facilmente le riserve di acqua potabile; è stato trovato in pozzi in oltre 25 paesi e in 12 stati in concentrazioni superiore al limite di salute tollerato.

### Organismi acquatici
Aldicarb dimostra anche un alto grado di bioaccumulazione all'interno degli ecosistemi in cui viene applicato. Il composto è degradato dai batteri, dalla luce del sole e alla fine dall'acqua, rigenerando rapidamente la flora salvatica. Non viene accumulato negli organismi acquatici; ciò non implica, però, che la sostanza chimica non danneggi la vita acquatica; al contrario, aldicarb non è solo acutamente tossico per questi organismi, ma sono possibili danni al fegato, cambiamenti nelle cellule del sangue e aumenti nei livelli di colesterolo.